# Britânia Prima
Britânia Prima ou Britânia I foi uma província da Britânia romana criada por volta de 312. Ela provavelmente nasceu depois da reforma administrativa do imperador Diocleciano como resultado da derrota do usurpador Alecto por Constâncio Cloro em 296. No século III, os romanos já haviam criado a Britânia Superior para separar o sul da Britânia da porção norte, fortemente militarizada. Um século depois, a região foi novamente dividida em 4 províncias distintas, cujas fronteiras são difíceis de precisar. A Britânia Prima abrangia Gales e o West Country; as demais províncias eram a Britânia Secunda, a Flávia Cesariense e a Máxima Cesariense. Todas estavam subordinadas à Diocese da Britânia da Prefeitura pretoriana das Gálias.

## Governo romano depois doséculo III
Apesar de a administração romana da Britânia ser um assunto obscuro, é apenas por causa da sobrevivência do Notitia Dignitatum que é possível esboçar uma possível configuração administrativa da região. Segundo este documento, a Britânia Prima abrigava duas legiões, a II Augusta, em Isca Augusta (Caerleon), e a XX Valeria Victrix em Deva Vitoriosa (Chester). Das quatro províncias da diocese, a Prima era ainda a maior e sua capital provavelmente estava em Corínio (Cirencester) ou em Glevo Nervense (Gloucester). A principal razão para defender a primeira como capital é uma inscrição encontrada ali e que faz uma referência poética a um rector (governante) da Britânia Prima, chamando-o pelo nome de L. Septímio. Os governadores da Britânia Prima tinham estatus equestre, embora saibamos o nome de muito poucos. A província aparece ainda na Lista de Verona e provavelmente abrangia toda a região que forma hoje em dia o sudoeste da Inglaterra, além de Gales.